# Nicolet-Bécancour
Circonscription électorale provinciale du Canada
Nicolet-Bécancour est une circonscription électorale provinciale du Québec située dans la région du Centre-du-Québec. Elle a été créée lors de la réforme de la carte électorale de 2011. 

Nicolet-Bécancour est située dans la région Centre-du-Québec.

## Historique
La circonscription de Nicolet-Bécancour est créée lors de la réforme de la carte électorale de 2011. Son premier député est élu lors de l'élection générale québécoise de 2012. Son territoire a été créé à partir de la plus grande partie de la circonscription de Nicolet-Yamaska (32 698 électeurs) et de la partie ouest de Lotbinière (5 280 électeurs).

## Territoire et limites
La circonscription comprend les municipalités suivantes :
- Aston-Jonction
- Baie-du-Febvre
- Bécancour
- Daveluyville
- Deschaillons-sur-Saint-Laurent
- Fortierville
- Grand-Saint-Esprit
- La Visitation-de-Yamaska
- Lemieux
- Maddington Falls
- Manseau
- Nicolet
- Parisville
- Pierreville
- Saint-Bonaventure
- Sainte-Brigitte-des-Saults
- Sainte-Cécile-de-Lévrard
- Saint-Célestin (village)
- Saint-Célestin (municipalité)
- Saint-Elphège
- Sainte-Eulalie
- Saint-François-du-Lac
- Sainte-Françoise
- Saint-Guillaume
- Saint-Léonard-d'Aston
- Sainte-Marie-de-Blandford
- Sainte-Monique
- Sainte-Perpétue
- Saint-Pie-de-Guire
- Saint-Pierre-les-Becquets
- Sainte-Sophie-de-Lévrard
- Saint-Sylvère
- Saint-Wenceslas
- Saint-Zéphirin-de-Courval

Elle comprend également les réserves Waban-Akis:
- Odanak
- Wôlinak

## Liste des députés
| Législature                                                  | Années       | Député | Député        | Parti            |
| ------------------------------------------------------------ | ------------ | ------ | ------------- | ---------------- |
| Nicolet-Bécancour Créée depuis Lotbinière et Nicolet-Yamaska |              |        |               |                  |
| 40e                                                          | 2012–2014    |        | Donald Martel | Coalition avenir |
| 41e                                                          | 2014–2018    |        | Donald Martel | Coalition avenir |
| 42e                                                          | 2018–2022    |        | Donald Martel | Coalition avenir |
| 43e                                                          | 2022–présent |        | Donald Martel | Coalition avenir |

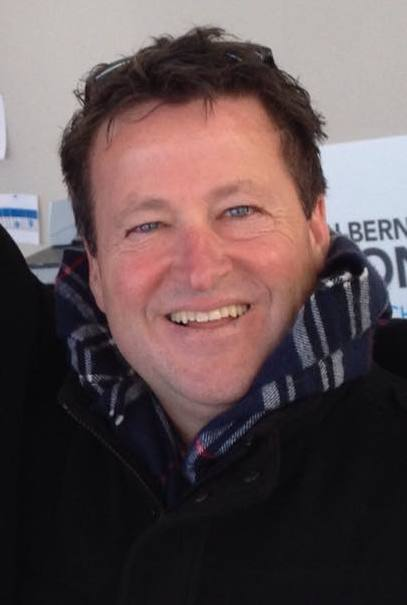
Donald Martel est député de Nicolet-Bécancour depuis 2012 pour la Coalition Avenir Québec.

## Résultats électoraux

### Évolution pour les principaux partis
| |
| - Coalition avenir - Option nationale (ancien) - Parti libéral - Parti québécois - Parti conservateur - Québec solidaire |

### Résultats détaillés
|                                                                                               | Nom                     | Parti            | Nombre de voix | %      | Maj.  |
| --------------------------------------------------------------------------------------------- | ----------------------- | ---------------- | -------------- | ------ | ----- |
|                                                                                               | Donald Martel (sortant) | Coalition avenir | 13 956         | 47,1 % | 7 361 |
|                                                                                               | Mario Lyonnais          | Conservateur     | 6 595          | 22,2 % | -     |
|                                                                                               | Philippe Dumas          | Parti québécois  | 5 095          | 17,2 % | -     |
|                                                                                               | Jacques Thériault Watso | Québec solidaire | 2 610          | 8,8 %  | -     |
|                                                                                               | Marie-Josée Jacques     | Libéral          | 1 406          | 4,7 %  | -     |
| Total                                                                                         | Total                   | Total            | 29 662         | 100 %  |       |
| Le taux de participation lors de l'élection était de 72,5 % et 488 bulletins ont été rejetés. |                         |                  |                |        |       |

|                                                                                               | Nom                     | Parti            | Nombre de voix | %      | Maj.   |
| --------------------------------------------------------------------------------------------- | ----------------------- | ---------------- | -------------- | ------ | ------ |
|                                                                                               | Donald Martel (sortant) | Coalition avenir | 15 562         | 55,3 % | 11 139 |
|                                                                                               | Lucie Allard            | Parti québécois  | 4 423          | 15,7 % | -      |
|                                                                                               | Marie-Claude Durand     | Libéral          | 3 539          | 12,6 % | -      |
|                                                                                               | François Poisson        | Québec solidaire | 3 474          | 12,3 % | -      |
|                                                                                               | Jessie Mc Nicoll        | Conservateur     | 576            | 2 %    | -      |
|                                                                                               | Vincent Marcotte        | Vert             | 403            | 1,4 %  | -      |
|                                                                                               | Blak D. Blackburn       | Bloc pot         | 170            | 0,6 %  | -      |
| Total                                                                                         | Total                   | Total            | 28 147         | 100 %  |        |
| Le taux de participation lors de l'élection était de 71,8 % et 556 bulletins ont été rejetés. |                         |                  |                |        |        |

|                                                                                               | Nom                     | Parti            | Nombre de voix | %      | Maj.  |
| --------------------------------------------------------------------------------------------- | ----------------------- | ---------------- | -------------- | ------ | ----- |
|                                                                                               | Donald Martel (sortant) | Coalition avenir | 11 168         | 38,6 % | 3 130 |
|                                                                                               | Denis Vallée            | Libéral          | 8 038          | 27,8 % | -     |
|                                                                                               | Jean-René Dubois        | Parti québécois  | 6 433          | 22,3 % | -     |
|                                                                                               | Marc Dion               | Québec solidaire | 2 290          | 7,9 %  | -     |
|                                                                                               | Marjolaine Lachapelle   | Option nationale | 638            | 2,2 %  | -     |
|                                                                                               | Guillaume Laquerre      | Conservateur     | 333            | 1,2 %  | -     |
| Total                                                                                         | Total                   | Total            | 28 900         | 100 %  |       |
| Le taux de participation lors de l'élection était de 74,2 % et 510 bulletins ont été rejetés. |                         |                  |                |        |       |

|                                                                                               | Nom                           | Parti            | Nombre de voix | %      | Maj.  |
| --------------------------------------------------------------------------------------------- | ----------------------------- | ---------------- | -------------- | ------ | ----- |
|                                                                                               | Donald Martel                 | Coalition avenir | 9 745          | 32 %   | 1 876 |
|                                                                                               | Jean-Martin Aussant (sortant) | Option nationale | 7 869          | 25,8 % | -     |
|                                                                                               | Marc Descôteaux               | Libéral          | 6 840          | 22,5 % | -     |
|                                                                                               | Gilles Mayrand                | Parti québécois  | 5 644          | 18,5 % | -     |
|                                                                                               | Mathieu Benoit                | Conservateur     | 348            | 1,1 %  | -     |
| Total                                                                                         | Total                         | Total            | 30 446         | 100 %  |       |
| Le taux de participation lors de l'élection était de 78,6 % et 450 bulletins ont été rejetés. |                               |                  |                |        |       |